# Großer Preis von Australien 2015
Der Große Preis von Australien 2015 (offiziell 2015 Formula 1 Rolex Australian Grand Prix) fand am 15. März auf dem Albert Park Circuit in Melbourne statt und war das erste Rennen der Formel-1-Weltmeisterschaft 2015.

## Bericht

### Hintergrund
Roberto Merhi (Marussia), Felipe Nasr (Sauber), Carlos Sainz jr. und Max Verstappen (beide Toro Rosso) debütierten bei diesem Grand Prix in der Formel 1. Marcus Ericsson (Sauber), Daniil Kwjat (Red Bull), Will Stevens (Marussia) und Sebastian Vettel (Ferrari) starteten erstmals für ihre neuen Teams.
Fernando Alonso sollte bei diesem Rennen ursprünglich erstmals für McLaren an den Start gehen. Aufgrund einer bei einem Unfall während der Testfahrten vor Saisonbeginn erlittenen Gehirnerschütterung sagte er die Teilnahme jedoch bereits im Vorfeld ab. McLaren meldete stattdessen Kevin Magnussen.
Giedo van der Garde besaß nach eigenen Angaben einen gültigen Vertrag mit Sauber als Einsatzfahrer für die Saison 2015. Sauber meldete jedoch das Fahrerduo Ericsson/Nasr für die Saison. van der Garde erwirkte Anfang März bei einem Schiedsgericht in der Schweiz eine Verfügung, nach der das Team … jegliche Handlungen zu unterlassen hat, deren Wirkung es ist, dass Herr van der Garde seinen Anspruch nicht geltend machen kann, in der Formel-1-Saison 2015 als einer der zwei von Sauber genannten Rennfahrer teilnehmen zu können. van der Garde stellte einen Eilantrag, der vom Obersten Gerichtshof des australischen Bundesstaates Victoria in der Woche vor dem Grand Prix entschieden wurde, um ein Renncockpit für den Großen Preis von Australien zu erhalten. Die erstinstanzliche Gerichtsverhandlung fand am 9. März 2015, dem Montag vor dem Rennen statt. Sauber wurde durch den Anwalt Rodney Garratt, van der Garde durch Tom Clarke vertreten. Saubers Anwalt Garrett argumentierte, ein Einsatz van der Gardes würde „in einem unverantwortlichen Risiko münden, welches Körperverletzungen und sogar den Tod mit einschließt.“ Am 11. März 2015 entschied das Gericht, dass der Vertrag zwischen van der Garde und Sauber wirksam sei und van der Garde das Cockpit zustehe. Dies gelte für die gesamte Saison und nicht nur für das Rennen in Australien. Sauber legte Berufung gegen das Urteil ein, die am 12. März 2015 zurückgewiesen wurde. Am 13. März wurde ein Sitz für van der Garde angepasst, es fehlte jedoch die notwendige Superlizenz, die vom Team beantragt werden muss. Das Gericht setzte einen neuen Termin für eine Verhandlung am Samstagmorgen. van der Garde gab vor dem dritten freien Training bekannt, für diesen Großen Preis vorübergehend auf seinen Rechtsanspruch auf ein Cockpit bei Sauber zu verzichten.
Beim Großen Preis von Australien stellte Pirelli den Fahrern die Reifenmischungen P Zero Medium (weiß) und P Zero Soft (gelb) sowie für Nässe Cinturato Intermediates (grün) und Cinturato Full-Wets (blau) zur Verfügung.
Die beiden DRS-Zonen befanden sich an denselben Stellen wie bereits 2014, die erste Zone auf der Start-Ziel-Geraden genau 762 Meter vor der ersten Kurve, der Jones. Nach der Brabham begann die zweite Zone, die 510 Meter lang ist. Es gab für beide DRS-Zonen nur einen Messpunkt, wo der Abstand zum Vordermann ermittelt wird; er lag 13 Meter vor der Stewart. Bei einem erfolgreichen Überholmanöver auf der Start-Ziel-Geraden durfte demzufolge der dann vorausfahrende Fahrer in der zweiten Zone das DRS erneut verwenden.
An der Strecke wurden im Vergleich zum Vorjahr zwei kleinere Veränderungen vorgenommen: Die Curbs am Ausgang der Brabham wurden verlängert, außerdem wurde die Streckenbegrenzung hinter der White ford auf der rechten Seite etwas näher in Richtung Strecke versetzt.
Als amtierender Weltmeister ging Lewis Hamilton in die Saison.
Ericsson, Pastor Maldonado (jeweils fünf), Magnussen (vier), Valtteri Bottas, Romain Grosjean und Sergio Pérez (jeweils zwei) gingen mit Strafpunkten ins Rennwochenende.
Mit Jenson Button (dreimal), Kimi Räikkönen (zweimal), Hamilton, Vettel und Nico Rosberg (jeweils einmal) traten fünf ehemalige Sieger zu diesem Grand Prix an.
Als Rennkommissare fungierten Steve Chopping (AUS), Gerd Ennser (GER), Tom Kristensen (DEN) und Vincenzo Spano (VEN).

### Training
Im ersten freien Training erzielte Rosberg die Bestzeit in 1:29,557 Minuten, 29 Tausendstelsekunden vor Hamilton. Bottas wurde mit rund einer Sekunde Rückstand Dritter. Sauber bestritt das erste freie Training wegen juristischer Gründe in der van-der-Garde-Angelegenheit nicht. Marussia fuhr wegen technischer Probleme nicht, da die Autos noch nicht bereit waren. McLaren brach das Training frühzeitig mit technischen Schwierigkeiten ab.
Im zweiten freien Training blieb Rosberg mit einer Rundenzeit von 1:27,697 Minuten vor Hamilton. Vettel wurde Dritter. Daniel Ricciardo, dessen Motor gewechselt werden musste, und Felipe Massa, bei dem wegen eines Wasserlecks ein Ausbau des Motors notwendig war, sowie beide Marussia-Piloten erzielten keine Zeit. Magnussen sorgte für eine Trainingsunterbrechung, als er nach einem Fahrfehler in der Marina in die Streckenbegrenzung einschlug. Die linke Vorderradaufhängung wurde dabei zerstört, für Magnussen war das Training damit beendet. Bei Ericsson brach am Anfang der Start-Ziel-Geraden die linke Hinterradaufhängung, er konnte das Fahrzeug jedoch in langsamer Fahrt zurück zur Box fahren. Button und Verstappen mussten das Training wenige Minuten vor dem Ende abbrechen, bei Button war starker Leistungsverlust die Ursache, bei Verstappen die Batterie.
Im dritten freien Training fuhr Hamilton die schnellste Rundenzeit vor Vettel und Rosberg.

### Qualifying
Das Qualifying bestand aus drei Teilen mit einer Nettolaufzeit von 45 Minuten. Im ersten Qualifying-Segment (Q1) hatten die Fahrer 18 Minuten Zeit, um sich für das Rennen zu qualifizieren. Alle Fahrer, die im ersten Abschnitt eine Zeit erzielten, die maximal 107 Prozent der schnellsten Rundenzeit betrug, qualifizierten sich für den Grand Prix. Die besten 15 Fahrer erreichten den nächsten Teil. Hamilton war am schnellsten. Die Marussia-Piloten setzten keine Zeit, da ihre Fahrzeuge immer noch nicht einsatzbereit waren, und scheiterten damit an der Qualifikation. Die McLaren-Piloten sowie Ericsson schieden aus.
Der zweite Abschnitt (Q2) dauerte 15 Minuten. Die schnellsten zehn Piloten qualifizierten sich für den dritten Teil des Qualifyings. Hamilton war erneut Schnellster. Die Force India-Piloten, Kwjat, Verstappen und Nasr schafften es nicht in den letzten Teil des Zeitentrainings.
Der finale Abschnitt (Q3) ging über eine Zeit von zwölf Minuten, in denen die ersten zehn Startpositionen vergeben wurden. Hamilton fuhr die Bestzeit vor Rosberg und Massa.
Bottas klagte während des Qualifyings über starke Rückenschmerzen und wurde im Anschluss von den FIA-Ärzten untersucht. Er wurde in ein Krankenhaus eingeliefert, wo ein Riss in einer Bandscheibe diagnostiziert wurde und er die Nacht zum Sonntag verbringen musste. Rund eine Stunde vor dem Start wurde Bottas die Starterlaubnis verweigert.

### Rennen
Magnussen und Kwjat erlitten auf dem Weg in die Startaufstellung einen technischen Defekt und mussten ihre Fahrzeuge auf der Strecke abstellen, beide starteten nicht zum Rennen. Damit standen nur 15 Fahrzeuge am Start. Ein ähnlich kleines Starterfeld gab es neben dem Großen Preis der USA 2005, bei dem alle Michelin-bereiften Fahrzeuge nach der Einführungsrunde in die Box fuhren und nur die sechs Fahrzeuge mit Bridgestone-Reifen antraten, zuletzt beim Großen Preis von San Marino 1982.
Beim Start blieb Hamilton vor Rosberg und Massa. Räikkönen startete besser als Vettel und ging kurz an ihm vorbei, Vettel befand sich jedoch auf der Innenseite der Strecke, so dass Räikkönen in der Jones abbremsen musste und Vettel vorbeiging. Auch Sainz jr. überholte Räikkönen, dabei kam es zu einer Berührung der Fahrzeuge, Räikkönen verließ kurz die Strecke. Auch Nasr und Maldonado wollten Räikkönen überholen, der auf die Strecke zurückfuhr, dabei kam es zunächst zu einer Berührung von Räikkönen und Nasr, der anschließend Maldonado traf. Maldonado verlor die Kontrolle über sein Fahrzeug, drehte sich und schlug rückwärts in die Streckenbegrenzung ein. Er schied aus, zur Bergung seines Wagens wurde das Safety-Car auf die Strecke geschickt. Obwohl bereits gelbe Flaggen geschwenkt wurden, ging Pérez an Ericsson vorbei, der am Ende der Runde zum Reifenwechsel an die Box kam.
Grosjean, der bereits in der Einführungsrunde über Leistungsverlust seines Motors geklagt hatte und beim Start bis auf den letzten Platz zurückgefallen war, gab das Rennen am Ende der ersten Runde auf.
Am Ende der dritten Runde wurde das Rennen wieder freigegeben. Nasr ging beim Restart an Sainz jr. vorbei, beim Anbremsen der White ford überholte Verstappen Räikkönen. Pérez wurde von seinem Team mitgeteilt, dass er Ericsson, der nun am Ende des Feldes fuhr, wieder vorbeilassen müsse, ansonsten drohe ihm eine Durchfahrtsstrafe. Nachdem er sich hinter Ericsson zurückfallen ließ, hing er mehrere Runden hinter Button fest, und kollidierte bei einem Überholversuch in der White ford mit ihm. Pérez drehte sich dabei, beide Fahrer konnten aber weiterfahren.
An der Spitze lag Hamilton rund drei Sekunden vor Rosberg, beide Mercedes-Piloten setzten sich deutlich von Massa und Vettel ab.
Räikkönen wurde mehrere Runden lang von Ricciardo aufgehalten. Da er auf der Strecke nicht vorbeikam, entschied er sich daher, von einer Ein-Stopp-Strategie auf eine Zwei-Stopp-Strategie zu wechseln. Am Ende von Runde 16 wechselte er auf einen weiteren Satz weicher Reifen, es gab jedoch Schwierigkeiten mit der Radmutter hinten links, der Boxenstopp dauerte mehr als fünf Sekunden länger als sonst.
Massa ging am Ende von Runde 21 zu seinem einzigen Boxenstopp. Er kam unmittelbar hinter Ricciardo auf die Strecke zurück und kam an diesem nicht vorbei, bis dieser am Ende von Runde 23 zu seinem Reifenwechsel an die Box fuhr. Vettel fuhr in Runde 24 an die Box und lag nach seinem Boxenstopp vor Massa auf Rang vier, unmittelbar hinter Nasr, der am Ende der Runde aber auch zum Reifenwechsel an die Box fuhr. Beim Boxenstopp von Sainz jr. gab es ein Problem mit einem Schlagschrauber, Sainz jr. verlor rund eine halbe Minute und fiel ans Ende des Feldes zurück.
Hamilton wechselte in Runde 25 seine Reifen, für eine Runde übernahm damit Rosberg die Führung, bevor dieser ebenfalls an die Box fuhr. Zur Rennhalbzeit führte somit Hamilton vor Rosberg, Vettel, Massa, Räikkönen, Verstappen, Nasr, Ricciardo, Hülkenberg und Ericsson.
Hamilton kontrollierte das Rennen und hielt den Vorsprung auf Rosberg konstant. Verstappen musste seinen Wagen in Runde 34 mit einem Motorschaden abstellen. Räikkönen kam in Runde 40 zu seinem zweiten Boxenstopp und blieb auf dem fünften Platz. Beim Boxenstopp gab es erneut Schwierigkeiten mit der Radmutter hinten links, das Rad konnte nicht korrekt befestigt werden. Das Team hatte Räikkönen jedoch trotzdem wieder auf die Strecke geschickt, als den Verantwortlichen das Problem jedoch wenige Sekunden später klar wurde, teilte man Räikkönen mit, das Fahrzeug aus Sicherheitsgründen umgehend abzustellen. Aufgrund dieser Anweisung sahen die Rennkommissare davon ab, eine Strafe für Räikkönen wegen Unsafe Release auszusprechen.

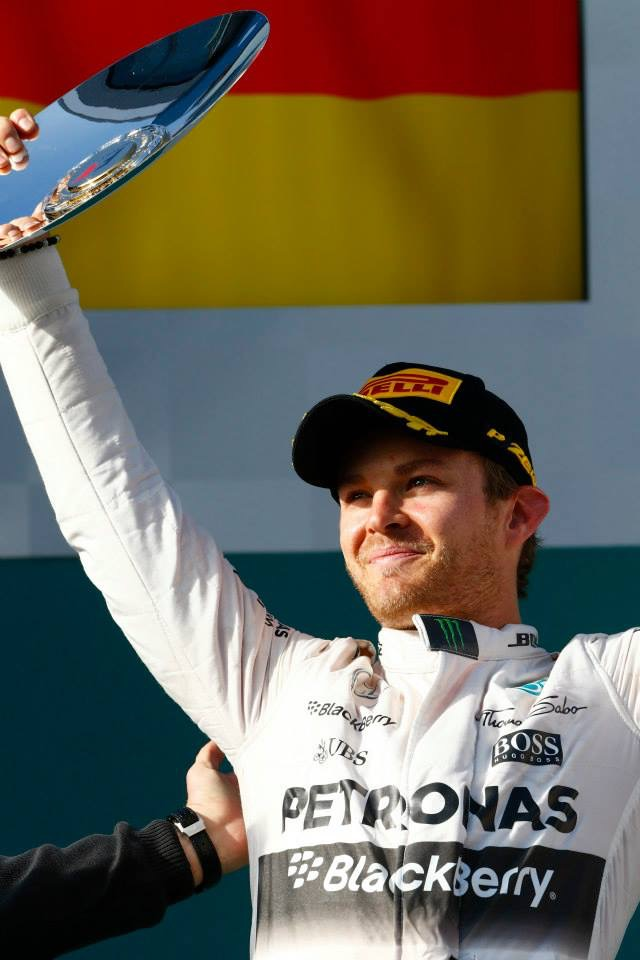
Nico Rosberg feiert seinen zweiten Platz

Hamilton gewann schließlich vor Rosberg und Vettel sein 34. Rennen. Da er zudem die schnellste Rennrunde fuhr, gelang ihm somit ein Hattrick. Die Top 10 komplettierten Massa, Nasr, Ricciardo, Hülkenberg, Ericsson, Sainz jr. und Pérez. Nasr und Sainz jr. punkteten in ihrem ersten Rennen zum ersten Mal, auch Ericsson erzielte erstmals Punkte. Button kam mit zwei Runden Rückstand als Elfter und Letzter ins Ziel, nachdem das Fahrzeug bei den Testfahrten vor der Saison nie auch nur annähernd eine Renndistanz am Stück hatte zurücklegen können.
Die Fahrerwertung war nach dem ersten Rennen mit dem Rennergebnis identisch. In der Konstrukteurswertung führte Mercedes vor Ferrari und Sauber.

## Meldeliste
| Team                          | Nr. | Fahrer           | Chassis                | Motor                       | Reifen |
| ----------------------------- | --- | ---------------- | ---------------------- | --------------------------- | ------ |
| Mercedes AMG Petronas F1 Team | 44  | Lewis Hamilton   | Mercedes F1 W06 Hybrid | Mercedes-Benz PU106B Hybrid | P      |
| Mercedes AMG Petronas F1 Team | 06  | Nico Rosberg     | Mercedes F1 W06 Hybrid | Mercedes-Benz PU106B Hybrid | P      |
| Infiniti Red Bull Racing      | 03  | Daniel Ricciardo | Red Bull RB11          | Renault Energy F1 2015      | P      |
| Infiniti Red Bull Racing      | 26  | Daniil Kwjat     | Red Bull RB11          | Renault Energy F1 2015      | P      |
| Williams Martini Racing       | 19  | Felipe Massa     | Williams FW37          | Mercedes-Benz PU106B Hybrid | P      |
| Williams Martini Racing       | 77  | Valtteri Bottas  | Williams FW37          | Mercedes-Benz PU106B Hybrid | P      |
| Scuderia Ferrari              | 05  | Sebastian Vettel | Ferrari SF15-T         | Ferrari 059/4               | P      |
| Scuderia Ferrari              | 07  | Kimi Räikkönen   | Ferrari SF15-T         | Ferrari 059/4               | P      |
| McLaren Honda                 | 20  | Kevin Magnussen  | McLaren MP4-30         | Honda RA615H                | P      |
| McLaren Honda                 | 22  | Jenson Button    | McLaren MP4-30         | Honda RA615H                | P      |
| Sahara Force India F1 Team    | 27  | Nico Hülkenberg  | Force India VJM08      | Mercedes-Benz PU106B Hybrid | P      |
| Sahara Force India F1 Team    | 11  | Sergio Pérez     | Force India VJM08      | Mercedes-Benz PU106B Hybrid | P      |
| Scuderia Toro Rosso           | 33  | Max Verstappen   | Toro Rosso STR10       | Renault Energy F1 2015      | P      |
| Scuderia Toro Rosso           | 55  | Carlos Sainz jr. | Toro Rosso STR10       | Renault Energy F1 2015      | P      |
| Lotus F1 Team                 | 08  | Romain Grosjean  | Lotus E23 Hybrid       | Mercedes-Benz PU106B Hybrid | P      |
| Lotus F1 Team                 | 13  | Pastor Maldonado | Lotus E23 Hybrid       | Mercedes-Benz PU106B Hybrid | P      |
| Manor Marussia F1 Team        | 28  | Will Stevens     | Marussia MR03          | Ferrari 059/3               | P      |
| Manor Marussia F1 Team        | 98  | Roberto Merhi    | Marussia MR03          | Ferrari 059/3               | P      |
| Sauber F1 Team                | 09  | Marcus Ericsson  | Sauber C34             | Ferrari 059/4               | P      |
| Sauber F1 Team                | 12  | Felipe Nasr      | Sauber C34             | Ferrari 059/4               | P      |

Anmerkungen
1. 1 2  Sauber meldete Ericsson und Nasr, obwohl ein australisches Gericht van der Garde in der Woche vor dem Rennen ein Cockpit des Sauber-Teams zugesprochen hatte. van der Garde verzichtete im weiteren Verlauf des Wochenendes auf sein Cockpit.

## Klassifikationen

### Qualifying
| Pos.                                                                      | Fahrer           | Konstrukteur         | Q1         | Q2       | Q3       | Start |
| ------------------------------------------------------------------------- | ---------------- | -------------------- | ---------- | -------- | -------- | ----- |
| 01                                                                        | Lewis Hamilton   | Mercedes             | 1:28,586   | 1:26,894 | 1:26,327 | 01    |
| 02                                                                        | Nico Rosberg     | Mercedes             | 1:28,906   | 1:27,097 | 1:26,921 | 02    |
| 03                                                                        | Felipe Massa     | Williams-Mercedes    | 1:29,246   | 1:27,895 | 1:27,718 | 03    |
| 04                                                                        | Sebastian Vettel | Ferrari              | 1:29,307   | 1:27,742 | 1:27,757 | 04    |
| 05                                                                        | Kimi Räikkönen   | Ferrari              | 1:29,754   | 1:27,807 | 1:27,790 | 05    |
| 06                                                                        | Valtteri Bottas  | Williams-Mercedes    | 1:29,641   | 1:27,796 | 1:28,087 | –     |
| 07                                                                        | Daniel Ricciardo | Red Bull-Renault     | 1:29,788   | 1:28,679 | 1:28,329 | 06    |
| 08                                                                        | Carlos Sainz jr. | Toro Rosso-Renault   | 1:29,597   | 1:28,601 | 1:28,510 | 07    |
| 09                                                                        | Romain Grosjean  | Lotus-Mercedes       | 1:29,537   | 1:28,589 | 1:28,560 | 08    |
| 10                                                                        | Pastor Maldonado | Lotus-Mercedes       | 1:29,847   | 1:28,726 | 1:29,480 | 09    |
| 11                                                                        | Felipe Nasr      | Sauber-Ferrari       | 1:30,430   | 1:28,800 | –        | 10    |
| 12                                                                        | Max Verstappen   | Toro Rosso-Renault   | 1:29,248   | 1:28,868 | –        | 11    |
| 13                                                                        | Daniil Kwjat     | Red Bull-Renault     | 1:30,402   | 1:29,070 | –        | 12    |
| 14                                                                        | Nico Hülkenberg  | Force India-Mercedes | 1:29,651   | 1:29,208 | –        | 13    |
| 15                                                                        | Sergio Pérez     | Force India-Mercedes | 1:29,990   | 1:29,209 | –        | 14    |
| 16                                                                        | Marcus Ericsson  | Sauber-Ferrari       | 1:31,376   | –        | –        | 15    |
| 17                                                                        | Jenson Button    | McLaren-Honda        | 1:31,422   | –        | –        | 16    |
| 18                                                                        | Kevin Magnussen  | McLaren-Honda        | 1:32,037   | –        | –        | 17    |
| 107-Prozent-Zeit: 1:34,787 min (bezogen auf Q1-Bestzeit von 1:28,586 min) |                  |                      |            |          |          |       |
| DNQ                                                                       | Will Stevens     | Marussia-Ferrari     | keine Zeit | –        | –        | –     |
| DNQ                                                                       | Roberto Merhi    | Marussia-Ferrari     | keine Zeit | –        | –        | –     |

Anmerkungen
1. ↑  Bottas wurde wegen einer Rückenverletzung zurückgezogen.

### Rennen
| Pos. | Fahrer           | Konstrukteur         | Runden | Stopps | Zeit        | Start | Schnellste Runde |
| ---- | ---------------- | -------------------- | ------ | ------ | ----------- | ----- | ---------------- |
| 01   | Lewis Hamilton   | Mercedes             | 58     | 1      | 1:31:54,067 | 01    | 1:30,945 (50.)   |
| 02   | Nico Rosberg     | Mercedes             | 58     | 1      | + 1,360     | 02    | 1:31,092 (47.)   |
| 03   | Sebastian Vettel | Ferrari              | 58     | 1      | + 34,523    | 04    | 1:31,457 (52.)   |
| 04   | Felipe Massa     | Williams-Mercedes    | 58     | 1      | + 38,196    | 03    | 1:31,719 (50.)   |
| 05   | Felipe Nasr      | Sauber-Ferrari       | 58     | 1      | + 1:35,149  | 10    | 1:32,612 (46.)   |
| 06   | Daniel Ricciardo | Red Bull-Renault     | 57     | 1      | + 1 Runde   | 06    | 1:32,797 (46.)   |
| 07   | Nico Hülkenberg  | Force India-Mercedes | 57     | 1      | + 1 Runde   | 13    | 1:31,970 (48.)   |
| 08   | Marcus Ericsson  | Sauber-Ferrari       | 57     | 2      | + 1 Runde   | 15    | 1:31,560 (51.)   |
| 09   | Carlos Sainz jr. | Toro Rosso-Renault   | 57     | 1      | + 1 Runde   | 07    | 1:32,872 (49.)   |
| 10   | Sergio Pérez     | Force India-Mercedes | 57     | 1      | + 1 Runde   | 14    | 1:31,959 (46.)   |
| 11   | Jenson Button    | McLaren-Honda        | 56     | 1      | + 2 Runden  | 16    | 1:33,338 (56.)   |
| –    | Kimi Räikkönen   | Ferrari              | 40     | 2      | DNF         | 05    | 1:31,426 (36.)   |
| –    | Max Verstappen   | Toro Rosso-Renault   | 32     | 1      | DNF         | 11    | 1:34,295 (30.)   |
| –    | Romain Grosjean  | Lotus-Mercedes       | 0      | 0      | DNF         | 08    | –                |
| –    | Pastor Maldonado | Lotus-Mercedes       | 0      | 0      | DNF         | 09    | –                |
| DNS  | Daniil Kwjat     | Red Bull-Renault     | –      | –      | –           | 12    | –                |
| DNS  | Kevin Magnussen  | McLaren-Honda        | –      | –      | –           | 17    | –                |

Anmerkungen
1. ↑  Kwjat erlitt auf dem Weg in die Startaufstellung einen technischen Defekt und konnte daher nicht zum Rennen starten
2. ↑  Magnussen erlitt auf dem Weg in die Startaufstellung einen technischen Defekt und konnte daher nicht zum Rennen starten

## WM-Stände nach dem Rennen
Die ersten zehn des Rennens bekamen 25, 18, 15, 12, 10, 8, 6, 4, 2 bzw. 1 Punkt(e).

### Fahrerwertung
| Pos. | Fahrer           | Konstrukteur         | Punkte |
| ---- | ---------------- | -------------------- | ------ |
| 01   | Lewis Hamilton   | Mercedes             | 25     |
| 02   | Nico Rosberg     | Mercedes             | 18     |
| 03   | Sebastian Vettel | Ferrari              | 15     |
| 04   | Felipe Massa     | Williams-Mercedes    | 12     |
| 05   | Felipe Nasr      | Sauber-Ferrari       | 10     |
| 06   | Daniel Ricciardo | Red Bull-Renault     | 8      |
| 07   | Nico Hülkenberg  | Force India-Mercedes | 6      |
| 08   | Marcus Ericsson  | Sauber-Ferrari       | 4      |
| 09   | Carlos Sainz jr. | Toro Rosso-Renault   | 2      |
| 10   | Sergio Pérez     | Force India-Mercedes | 1      |

| Pos. | Fahrer           | Konstrukteur       | Punkte |
| ---- | ---------------- | ------------------ | ------ |
| 11   | Jenson Button    | McLaren-Honda      | 0      |
| –    | Kimi Räikkönen   | Ferrari            | 0      |
| –    | Max Verstappen   | Toro Rosso-Renault | 0      |
| –    | Romain Grosjean  | Lotus-Mercedes     | 0      |
| –    | Pastor Maldonado | Lotus-Mercedes     | 0      |
| –    | Daniil Kwjat     | Red Bull-Renault   | 0      |
| –    | Kevin Magnussen  | McLaren-Honda      | 0      |
| –    | Valtteri Bottas  | Williams-Mercedes  | 0      |
| –    | Roberto Merhi    | Marussia-Ferrari   | 0      |
| –    | Will Stevens     | Marussia-Ferrari   | 0      |

### Konstrukteurswertung
| Pos. | Konstrukteur      | Punkte |
| ---- | ----------------- | ------ |
| 1    | Mercedes          | 43     |
| 2    | Ferrari           | 15     |
| 3    | Sauber-Ferrari    | 14     |
| 4    | Williams-Mercedes | 12     |
| 5    | Red Bull-Renault  | 8      |

| Pos. | Konstrukteur         | Punkte |
| ---- | -------------------- | ------ |
| 06   | Force India-Mercedes | 7      |
| 07   | Toro Rosso-Renault   | 2      |
| 08   | McLaren-Honda        | 0      |
| –    | Lotus-Mercedes       | 0      |
| –    | Marussia-Ferrari     | 0      |